# Fay Wray
Pour les articles homonymes, voir Wray.
Fay Wray, née le 15 septembre 1907 à Cardston, Alberta (Canada), et morte le 8 août 2004 à New York, est une actrice américaine d’origine canadienne. Elle obtient la consécration avec Les Chasses du comte Zaroff et surtout King Kong.

## Biographie
Vina Fay Wray est née le 15 septembre 1907 à Cardston, en Alberta, au Canada. Peu après sa naissance, ses parents déménagent aux États-Unis et se fixent à Los Angeles. Très jeune, elle fait de la radio et de la figuration dans des courts métrages, pour la Fox et Hal Roach, pendant les vacances scolaires. Elle n’a pas vingt ans pour son premier rôle dans un long métrage, il lui est donné par Rowland V. Lee dans The First Kiss en 1928. Puis elle va jouer dans des westerns, et en 1928, elle rencontre Erich von Stroheim avec qui elle tourne La Symphonie nuptiale et Mariage de prince.

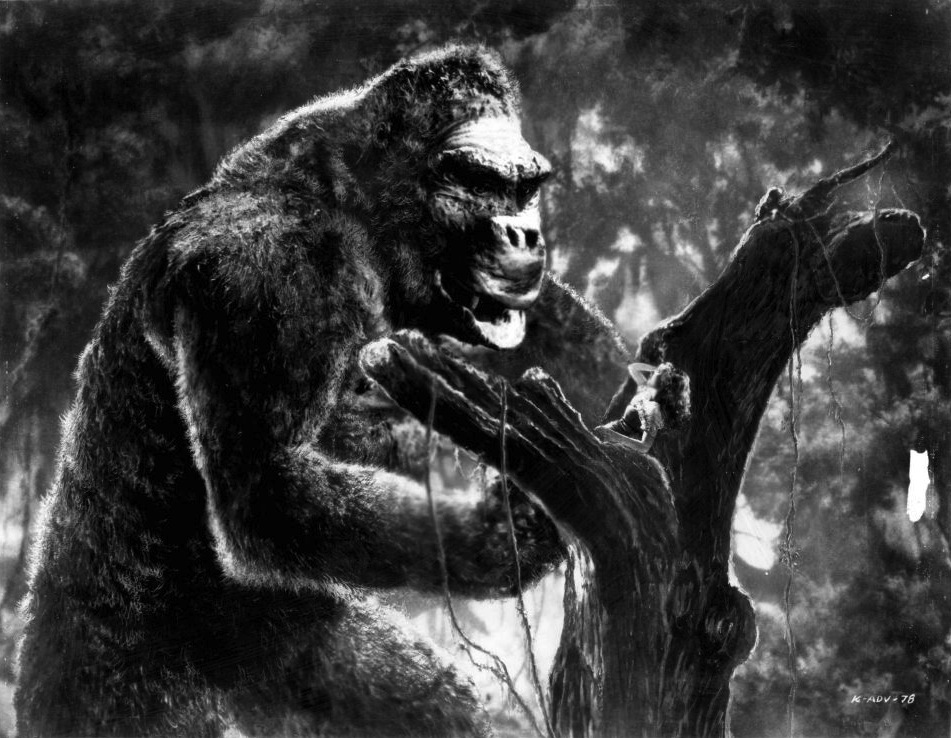
Fay Wray dans King Kong, 1933.

Ses nombreuses apparitions à l'écran lui font rencontrer les comédiens les plus célèbres de l’époque. Au début des années 1930, nouveau virage, elle devient l’actrice fétiche de films fantastiques et elle reste indissociablement liée à des films marquants de l’histoire du cinéma tels Les Chasses du comte Zaroff et King Kong. De 1928 à 1938, elle est l’épouse de l'auteur dramatique John Monk Saunders, dont elle a une fille, Susan.

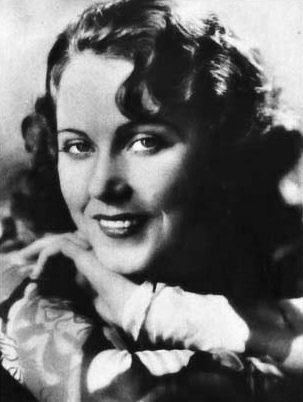
Fay Wray en 1930.

En 1935, elle prend la nationalité américaine, se rend en Angleterre pour le tournage de plusieurs films et rentre aux États-Unis l’année suivante. Son utilisation dans des genres pointus est un handicap pour une pleine exploitation de son talent et de ses capacités. Elle est coauteur avec Sinclair Lewis de la pièce Angela is Twenty-Two, montée en 1939 à Détroit et Chicago, qui sera portée à l’écran en 1944 par Felix Feist, sous le titre : This is the life.
Elle continue de tourner à un rythme impressionnant jusqu'en 1942, époque où elle décide de privilégier sa vie de famille. Elle épouse en deuxièmes noces le scénariste Robert Riskin, avec qui elle a deux enfants, Victoria et Robert jr. Il meurt en 1955. Elle revient au cinéma pour une courte période entre 1952 et 1958, avant de mettre un terme définitif à sa carrière cinématographique. En 1988, elle publie son autobiographie intitulée On the other hand.
Au début des années 2000, elle donne son accord au réalisateur Peter Jackson pour faire une apparition dans son remake de King Kong et pour prononcer la réplique finale. Cependant, elle meurt le 8 août 2004 à New York, un mois avant les premières prises de vues prévues en septembre 2004.

## Filmographie partielle

### Années 1920
- 1923 : Gasoline Love (court métrage)
- 1924 : Just a Good Guy (court métrage)
- 1925 : The Coast Patrol de Bud Barsky
- 1925 : Une soirée de folie (What Price Goofy?) de Leo McCarey
- 1925 : Quelle vie ! (Isn't Life Terrible?) de Leo McCarey
- 1925 : Le Piège à maris (Chasing the Chaser) de Stan Laurel
- 1925 : Moonlight and Noses de Stan Laurel
- 1926 : Le Signal dans la nuit (The Man in the Saddle) de Lynn Reynolds
- 1926 : The Wild Horse Stampede d'Albert S. Rogell
- 1926 : Lazy Lightning de William Wyler
- 1927 : Loco Luck de Clifford Smith
- 1927 : A One-Man Game de Ernst Laemmle
- 1927 : Spurs and Saddles de Clifford Smith
- 1928 : Mariage de prince (The Honneymoon) d'Erich von Stroheim
- 1928 : Les Pilotes de la mort (Legion of the Condemned) de William A. Wellman
- 1928 : La Rue des péchés (The Street of Sin) de Mauritz Stiller
- 1928 : Le Bateau de nos rêves (The First Kiss) de Rowland V. Lee
- 1928 : La Symphonie nuptiale (The Wedding March) de Erich von Stroheim
- 1929 : L'Assommeur (Thunderbolt)  de Josef von Sternberg
- 1929 : Les Quatre Plumes blanches (Four Feathers) d'Ernest B. Schoedsack et Merian C. Cooper
- 1929 : Pointed Heels de A. Edward Sutherland

### Années 1930
- 1930 : Sous le maquillage (Behind the Make-Up) de Robert Milton
- 1930 : Paramount on Parade de Dorothy Arzner, Otto Brower et  Edmund Goulding
- 1930 : The Texan de John Cromwell
- 1930 : The Border Legion d'Otto Brower et Edwin H. Knopf
- 1930 : The Sea God de George Abbott
- 1930 : Captain Thunder de Alan Crosland
- 1931 : Le Loup du ranch (The Conquering Horde) de Edward Sloman
- 1931 : Three Rogues de Benjamin Stoloff
- 1931 : Le Dirigeable (Dirigible) de Frank Capra
- 1931 : Les Bijoux volés (The Slippery Pearls) de William C. McGann
- 1931 : The Finger Points de John Francis Dillon
- 1931 : The Lawyer's Secret de Louis Gasnier de Louis Gasnier et Max Marcin
- 1931 : Le Jardin impie (The Unholy Garden) de George Fitzmaurice
- 1932 : Stowaway de Phil Whitman
- 1932 : Docteur X (Doctor X) de Michael Curtiz
- 1932 : Les Chasses du comte Zaroff (The Most Dangerous Game) d'Ernest B. Schoedsack et Irving Pichel
- 1933 : The Vampire Bat de Frank R. Strayer
- 1933 : Masques de cire (Mystery of the Wax Museum) de Michael Curtiz
- 1933 : King Kong de Ernest B. Schoedsack et Merian C. Cooper
- 1933 : Le Trésor des mers (Below the Sea) d'Albert S. Rogell
- 1933 : La Profession d'Ann Carver (Ann Carver's Profession) d'Edward Buzzell
- 1933 : The Woman I Stole de Irving Cummings
- 1933 : Shanghai Madness de John G. Blystone
- 1933 : The Big Brain de George Archainbaud
- 1933 : One Sunday Afternoon de Stephen Roberts
- 1933 : Les Faubourgs de New York (The Bowery) de Raoul Walsh
- 1933 : Master of Men de Lambert Hillyer
- 1934 : Madame Spy de Karl Freund
- 1934 : The Countess of Monte Cristo (en) de Karl Freund
- 1934 : Viva Villa ! de Jack Conway
- 1934 : Black Moon de Roy William Neill
- 1934 : Les Amours de Cellini (The Affairs of Cellini) de Gregory La Cava
- 1934 : La Femme la plus riche du monde (The Richest girl in the world) de William A. Seiter
- 1934 : Audaces féminines (Cheating Cheaters) de Richard Thorpe
- 1934 : Traqués (Woman in the Dark) de Phil Rosen
- 1934 : L'ultime sacrifice (White Lies) de Leo Bulgakov
- 1935 : Le Clairvoyant (The Clairvoyant) de Maurice Elvey
- 1935 : Mensonges blancs (Mills of the Gods) de Roy William Neill
- 1935 : Bulldog Jack détective (Bulldog Jack) de Walter Forde
- 1935 :  Come out of the Pantry de Jack Raymond
- 1936 : When Knights Were Bold de Jack Raymond
- 1936 : À la poursuite d'un cœur (Roaming Lady) d'Albert S. Rogell
- 1936 : They Met in a Taxi de Alfred E. Green
- 1937 : Idole d'un jour (It Happened in Hollywood) de Harry Lachman
- 1937 : Murder in Greenwich Village d'Albert S. Rogell
- 1938 : Cour d'assises (The Jury's Secret) de Ted Sloman
- 1938 : Chasseurs d'espions (Smashing the Spy Ring) de Christy Cabanne
- 1939 : Navy Secrets de Howard Bretherton

### Années 1940
- 1940 : Wildcat Bus de Frank Woodruff
- 1941 : La Famille Stoddard (Adam Had Four Sons) de Gregory Ratoff
- 1941 : Melody for Three d'Erle C. Kenton
- 1942 : Not a Ladies'Man de Lew Landers

### Années 1950
- 1953 : Le Trésor du Guatemala (Treasure of the Golden Condor) de Delmer Daves
- 1953 : Le Joyeux Prisonnier (Small Town Girl) de Leslie Kardos
- 1955 : La Toile d'araignée (The Cobweb) de Vincente Minnelli
- 1955 : Une femme diabolique (Queen bee) de Ranald MacDougall
- 1955 : Colère noire (Hell on Frisco Bay) de Frank Tuttle
- 1957 : Rock, Pretty Baby de Richard Bartlett (en)
- 1957 : Meurtrière ambition (Crime of Passion) de Gerd Oswald
- 1957 : Tammy and the Bachelor de Joseph Pevney
- 1958 : Summer Love de Charles F. Haas
- 1958 : Dragstrip Riot (en) David Bradley

### Télévision
- 1953-1955 : The Pride of the Family (en) (Série)  (#40 épisodes)
- 1955, 1957 : Jane Wyman Presents The Fireside Theatre (Série)  (#2 épisodes)
- 1957, 1961 : General Electric Theater (Série)  (#2 épisodes)
- 1958, 1959 : Alfred Hitchcock présente (The Alfred Hitchcock Hour) (Série)  (#2 épisodes)
- 1958, 1959, 1965 : Perry Mason (Série)  (#3 épisodes)
- 1962 : La Grande Caravane (Série)  (#1 épisode)
- 1980 : Gideon's Trumpet (Téléfilm) de Robert L. Collins

## Distinction
- 1926 : WAMPAS Baby Stars